# Werner Haas
Pour les articles homonymes, voir Werner Haas (pianiste) et Haas.

Werner Haas (30 mai 1927 à Augsbourg - 13 novembre 1956 à Neubourg-sur-le-Danube) est un pilote de moto allemand.
Il a été sacré personnalité sportive allemande de l'année en 1953. Il remporte le Championnat du monde de vitesse moto 1954 sur NSU dans la catégorie 250 cm³.

## Résultats

### Par catégorie
| Catégorie | Saison    | 1er Grand Prix      | 1er podium     | 1er victoire   | Course | Victoires | Podiums | Pole position | Record du tour | Points |
| --------- | --------- | ------------------- | -------------- | -------------- | ------ | --------- | ------- | ------------- | -------------- | ------ |
| 150 cm3   | 1952-1954 | Allemagne 1952      | Allemagne 1952 | Allemagne 1952 | 9      | 4         | 7       | Nc            | 5              | 49     |
| 250 cm3   | 1952-1954 | Tourist Trophy 1952 | Nation 1952    | Pays-Bas 1953  | 13     | 7         | 11      | Nc            | 16             | 66     |

### Courses par année
| Année | Catégorie (cm3) | Constructeur | 1     | 2     | 3     | 4     | 5     | 6     | 7     | 8     | Points | Rang | Victoires |
| ----- | --------------- | ------------ | ----- | ----- | ----- | ----- | ----- | ----- | ----- | ----- | ------ | ---- | --------- |
| 1952  | 125             | NSU          |       | IOM - | NED - |       | GER 1 | ULS - | NAT - | ESP - | 8      | 6e   | 1         |
| 1952  | 250             | NSU          | SUI - | IOM 4 | NED - | BEL - | GER - | ULS - | NAT 2 | ESP - | 6      | 7e   | 0         |
| 1953  | 125             | NSU          | IOM 2 | NED 1 | GER 2 | ULS 1 |       | NAT 1 | ESP - |       | 30     | 1er  | 3         |
| 1953  | 250             | NSU          | IOM 2 | NED 1 | GER 1 | ULS 2 | SUI 6 | NAT 2 | ESP - |       | 28     | 1er  | 2         |
| 1954  | 125             | NSU          |       | IOM - | ULS 4 | NED 5 | GER 2 |       | NAT - | ESP - | 11     | 5e   | 0         |
| 1954  | 250             | NSU          | FRA 1 | IOM 1 | ULS 1 | NED 1 | GER 1 | SUI - | NAT - |       | 32     | 1er  | 5         |